# G.Z.E. Unimor Bosman 8
G.Z.E. Unimor Bosman 8 (Bosman 8) је био професионални рачунар фирме G.Z.E. Unimor који је почео да се производи у Пољској од 1987. године.
Користио је MME UA 880D (Zilog Z80A совјетски клон) као микропроцесор. RAM меморија рачунара је имала капацитет од 60 KB слободно за корисника. 
Као оперативни систем кориштен је  компатибилан).

## Детаљни подаци
Детаљнији подаци о рачунару Bosman 8 су дати у табели испод.
|                       |                                                                                       |
| [ 1 ]                 |                                                                                       |
| Произвођач            |                                                                                       |
| Тип                   | професионални рачунар                                                                 |
| Меморија              | 60 слободно за корисника                                                              |
| Поријекло             | Пољска                                                                                |
| Година                | 1987                                                                                  |
| Тастатура             | тастатура са тастерима пуног помака, са нумеричком тастатуром и функцијским тастерима |
| Процесор              | совјетски клон)                                                                       |
| Фреквенција процесора | 4                                                                                     |
| RAM                   | 60 слободно за корисника                                                              |
| ROM                   | 16 KB                                                                                 |
| Текст                 | 80 x 25                                                                               |
| Графика               | 512 x 256                                                                             |
| Боја                  | непознато                                                                             |
| Звук                  | уграђени мали звучник                                                                 |
| Димензије             | непознато                                                                             |
| Портови               |                                                                                       |
| Оперативни систем     | компатибилан                                                                          |